# ايخدوتن (بوزمور)
ايخدوتن هي إحدى مشيخات المملكة المغربية، تتبع جغرافيا لإقليم الصويرة وإداريًا لبوزمور. يقدر عدد سكانها بـ 2353 نسمة حسب الإحصاء الرسمي للسكان والسكنى لسنة 2004.